# کاستلبلینو
کاستلبلینو (به ایتالیایی: Castelbellino) یک کومونه در ایتالیا است که در استان آنکونا واقع شده‌است.

## خصوصیات
کاستلبلینو ۵٫۹ کیلومترمربع مساحت و ۳٬۹۳۰ نفر جمعیت دارد و ۲۶۷ متر بالاتر از سطح دریا واقع شده‌است.